# 63e cérémonie des British Academy Television Awards
Pour la cérémonie des BAFTAs récompensant le cinéma, voir la 69e cérémonie des British Academy Film Awards.
La 63e cérémonie des British Academy Television Awards (BATA), organisée par la British Academy of Film and Television Arts, s'est déroulée le 8 mai 2016. Elle a récompensé les programmes diffusés à la télévision britannique au cours de la saison 2015-2016.
Les nominations ont été annoncées le 30 mars 2016.

## Palmarès

### Interprétation

#### Meilleur acteur
- Mark Rylance – Wolf Hall (BBC Two)
  - Ben Whishaw – London Spy (BBC Two)
  - Idris Elba – Luther (BBC One)
  - Stephen Graham – This Is England '90 (Channel 4)

#### Meilleure actrice
- Suranne Jones – Doctor Foster (BBC One)
  - Claire Foy – Wolf Hall (BBC Two)
  - Ruth Madeley – Don't Take My Baby (BBC Three)
  - Sheridan Smith – The C-Word (BBC One)

#### Meilleur acteur dans un second rôle
- Tom Courtenay – Unforgotten (ITV)
  - Anton Lesser – Wolf Hall (BBC Two)
  - Cyril Nri (en) – Cucumber (Channel 4)
  - Ian McKellen – The Dresser (en) (BBC Two)

#### Meilleure actrice dans un second rôle
- Chanel Cresswell (en) – This Is England '90 (Channel 4)
  - Eleanor Worthington Cox (en) – The Enfield Haunting (Sky Living)
  - Lesley Manville – River (BBC One)
  - Michelle Gomez – Doctor Who (BBC One)

#### Meilleure interprétation dans un divertissement
- Leigh Francis (en) – Celebrity Juice (en) (ITV2)
  - Graham Norton – The Graham Norton Show (en) (BBC One)
  - Romesh Ranganathan – Asian Provocateur (BBC Three)
  - Stephen Fry – Quite Interesting (BBC Two)

#### Meilleure interprétation masculine dans un rôle comique
- Peter Kay – Peter Kay's Car Share (en) (BBC iPlayer)
  - Hugh Bonneville – W1A (BBC Two)
  - Javone Prince (en) – The Javone Prince Show (en) (BBC Two)
  - Toby Jones – Detectorists (BBC 4)

#### Meilleure interprétation féminine dans un rôle comique
- Michaela Coel – Chewing Gum (Channel 4)
  - Miranda Hart – Miranda (BBC One)
  - Sian Gibson (en) – Peter Kay's Car Share (en) (BBC iPlayer)
  - Sharon Horgan – Catastrophe (Channel 4)

### Drames

#### Meilleure série dramatique
- Wolf Hall (BBC Two)
  - Humans (Channel 4)
  - Panthers (Sky Atlantic)
  - No Offence (Channel 4)

#### Meilleur téléfilm dramatique
- Don't Take My Baby (BBC Three)
  - The C-Word (BBC One)
  - Cyberbully (Channel 4)
  - The Go-Between (en) (BBC One)

#### Meilleure mini-série dramatique
- This Is England '90 (Channel 4)
  - Doctor Foster (BBC One)
  - The Enfield Haunting (Sky Living)
  - London Spy (BBC Two)

#### Meilleur feuilleton dramatique
- EastEnders (BBC One)
  - Coronation Street (ITV)
  - Emmerdale (ITV)
  - Holby City (BBC One)

### Comédies

#### Meilleure sitcom
- Peter Kay's Car Share (BBC iPlayer)
  - Chewing Gum (E4)
  - Peep Show (Channel 4)
  - People Just Do Nothing (BBC Three)

#### Meilleure série comique
- Have I Got News for You (BBC One)
  - Charlie Brooker's Election Wipe (BBC Two)
  - Quite Interesting (BBC Two)
  - Would I Lie to You? (BBC One)

### Autres

#### Meilleure série internationale(en)
- Transparent (Amazon Prime)
  - The Good Wife (More4)
  - Narcos (Netflix)
  - Engrenages (BBC Four)

#### Radio Times Audience Award
- Poldark
  - Doctor Foster
  - The Great British Bake Off
  - Humans
  - Making a Murderer
  - Peter Kay's Car Share

#### Meilleur téléfilm
- The Great British Bake Off (BBC One)
  - Back in Time for Dinner (BBC Two)
  - Kevin McCloud: Escape to the Wild (Channel 4)
  - Travel Man (Channel 4)

#### Meilleur reportage d'information
- Channel 4 News: Paris Massacre (Channel 4)
  - BBC News at Six: Paris Attacks Special (BBC One)
  - ITV News at Ten: Refugee Crisis (ITV)
  - Sky News: From Turkey to Greece (Sky News)

#### Meilleur programme d'actualités
- Outbreak: The Truth About Ebola (BBC Two)
  - Children of the Gaza War (BBC Two)
  - Escape from Isis – Dispatches (Channel 4)
  - Jihad: A British Story (ITV)

#### Meilleure série d'actualités
- The Murder Detectives (Channel 4)
  - The Detectives (BBC Two)
  - Great Ormond Street (en) (BBC Two)
  - The Tribe (en) (Channel 4)

#### Meilleur programme de téléréalité
- First Dates (Channel 4)
  - Gogglebox (Channel 4)
  - I'm a Celebrity... Get Me Out of Here (ITV)
  - The Secret Life of 5 Year Olds (Channel 4)

#### Meilleur programme de divertissement
- Strictly Come Dancing (BBC One)
  - Adele at the BBC (BBC One)
  - Britain's Got Talent (ITV)
  - TFI Friday (Channel 4)

#### Meilleur programme de sport
- The Ashes (Sky Sports)
  - The Grand National (Channel 4)
  - Match of the Day Live: FA Cup Final (BBC One)
  - Six Nations – Final Day (BBC One)

#### Huw Wheldon Award for Specialist Factual
- Britain's Forgotten Slave Owners (BBC Two)
  - Grayson Perry's Dream House (Channel 4)
  - The Hunt (en) (BBC One)
  - Rudolf Nureyev – Dance to Freedom (BBC Two)

#### Flaherty Award for Single Documentary
- My Son the Jihadi (Channel 4)
  - Bitter Lake (BBC iPlayer)
  - Life After Suicide (BBC One)
  - Louis Theroux: Transgender Kids (BBC Two)

#### Best Live Event
- Big Blue Live (BBC One)
  - The Sound of Music Live! (ITV)
  - Stargazing Live: Brit In Space, Tim Peake Special (BBC)
  - The Vote (More4)

### BAFTA Fellowship
- Ray Galton (d)  et Alan Simpson (d)